# Auchan

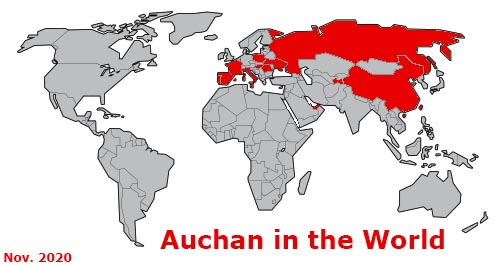
Země, kde byl Auchan v roce 2020

Auchan je francouzský maloobchodní řetězec převážně hypermarketů a obchodních center, který má obchody ve 14 zemích na světě. Společnost byla založena roku 1961 Gérardem Mulliezem. S 360 tisíci zaměstnanci se jedná o 35. největšího zaměstnavatele na světě. Vedení společnosti se nachzí v Croixu ve Francii a většinovým vlastníkem společnosti je rodina Mulliezových, která je zároveň vlastní Decathlon, Leroy Merlin a je jednou z nejbohatších ve Francii.

## Historie

### Počátky
Po setkání se zakladateli Carrefour a E.Leclerc dne 6. července 1961 otevírá Gerard Mulliez první obchod Auchan v nepoužívané továrně společnosti Phildar, založené jeho otcem, rovněž jménem Gerard. Tato prodejna o rozloze 600 m2 se nacházela v Hauts-Champs ve městě Roubaix. Původně se obchod měl jmenovat „Ochan“, ale kvůli japonskému znění byl název změněn na „Auchan“. Mimo jiné bylo počáteční písmeno „A“ zvoleno proto, aby se ve všech adresářích a seznamech objevoval Auchan jako jeden z prvních.
V létě 1967 byl otevřen druhý obchod, tentokrát již hypermarket. Nachází se v Roncq na komerční ploše o velikosti 3500 m2. Tento hypermarket měl později také sloužit jako vzorový pro další, které Mulliez plánoval otevřít.
Dne 27. března 1969 bylo otevřeno obchodní centrum Englos-les-Géants v Englos ve městě Lille.

## Rozšiřování
Postupem času se Auchan rozšířil i do zahraničí. V tabulce níže je seznam všech zemí, kde je řetězec aktivní.

## Rozsah působnosti v roce 2023
| Země        | Název           | Otevření prvního obchodu | Hypermarkety | Supermarkety | Malé prodejny | Obchodní centra |
| ----------- | --------------- | ------------------------ | ------------ | ------------ | ------------- | --------------- |
| Francie     | Auchan          | 1961                     | 119          | 241          | 9             | 83              |
| Španělsko   | Alcampo         | 1981                     | 61           | 65           | 49            | 29              |
| Lucembursko | Auchan          | 1996                     | 2            | 1            | -             | 2               |
| Portugalsko | Auchan          | 1996                     | 31           | 4            | 29            | 13              |
| Polsko      | Auchan          | 1996                     | 70           | 27           | 5             | 24              |
| Rumunsko    | Auchan          | 2006                     | 33           | 5            | 135           | 23              |
| Maďarsko    | Auchan          | 1998                     | 19           | 6            | -             | 18              |
| Rusko       | Aшан            | 2002                     | 62           | 193          | 12            | 38              |
| Ukrajina    | Aшан            | 2008                     | 22           | 8            | -             | 3               |
| Tchaj-wan   | RT-Mart         | 2001                     | 18           | -            | 4             | 22              |
| Senegal     | Auchan          | 2015                     | 1            | 18           | -             | -               |
| Mauritánie  | Auchan          | 2015                     | -            | 2            | -             | -               |
| Tádžikistán | Aшан            | 2016                     | 1            | -            | -             | -               |
| Tunisko     | Magasin Général | 2012                     | -            | 81           | -             | -               |

## Uzavřené prodejny
Auchan také několik zemí již opustil. Například Mexiko v roce 2016, Thajsko v roce 2002, Spojené státy v roce 2003, Argentinu v roce 2007, Maroko v srpnu 2007, Dubaj v lednu 2011, Itálii v roce 2019 a ve stejném roce i Vietnam. V roce 2020 Auchan opustil Čínu, protože prodala veškeré své akcie společnosti Alibaba. Ve většině případů však šlo o pomalý rozvoj a vysoké ztráty, silnou konkurenci nebo neshody.

## Ruská invaze na Ukrajinu 2022
Po začátku ruské invaze na Ukrajinu, která začala 24. února 2022, se mnoho mezinárodních společnosti stáhlo z Ruska. Společnost Auchan, která provozuje v Rusku téměř 300 obchodů a zaměstnává 41 tisíc zaměstnanců byla později kritizována za to, že na rozdíl od většiny svých západních konkurentů neoznámila žádné omezení své působnosti v Rusku.
Dne 23. února 2023 přidal ukrajinský antikorupční úřad francouzský řetězec Auchan Holding na seznam mezinárodních sponzorů války. Během invaze společnost odmítla opustit ruský trh a její ruská dceřiná společnost Aшан dodávala produkty ruským vojákům bojujících na Ukrajině. Samotná společnost popřela, že by se podílela na pomoci Rusům a své rozhodnutí zůstat v Rusku zdůvodnila pomocí civilnímu obyvatelstvu.
Jeden z hypermarketů v Oděse byl v květnu 2022 zničen ruskou raketou. Několik dalších jich bylo poškozeno, jeden z nich v Kyjevě.

## Galerie
- Auchan v Moskvě s nápisem Ашан
- Bývalý Auchan v Milánu v Itálii
- Bývalý Auchan v Puebla, Mexiko
- Hypermarket na Ukrajině, Kryvyj Rih
- Bezplatná autobusová linka v Moskvě, která slouží k dopravení se do jednoho z hypermarketů